# Carolina Klüft

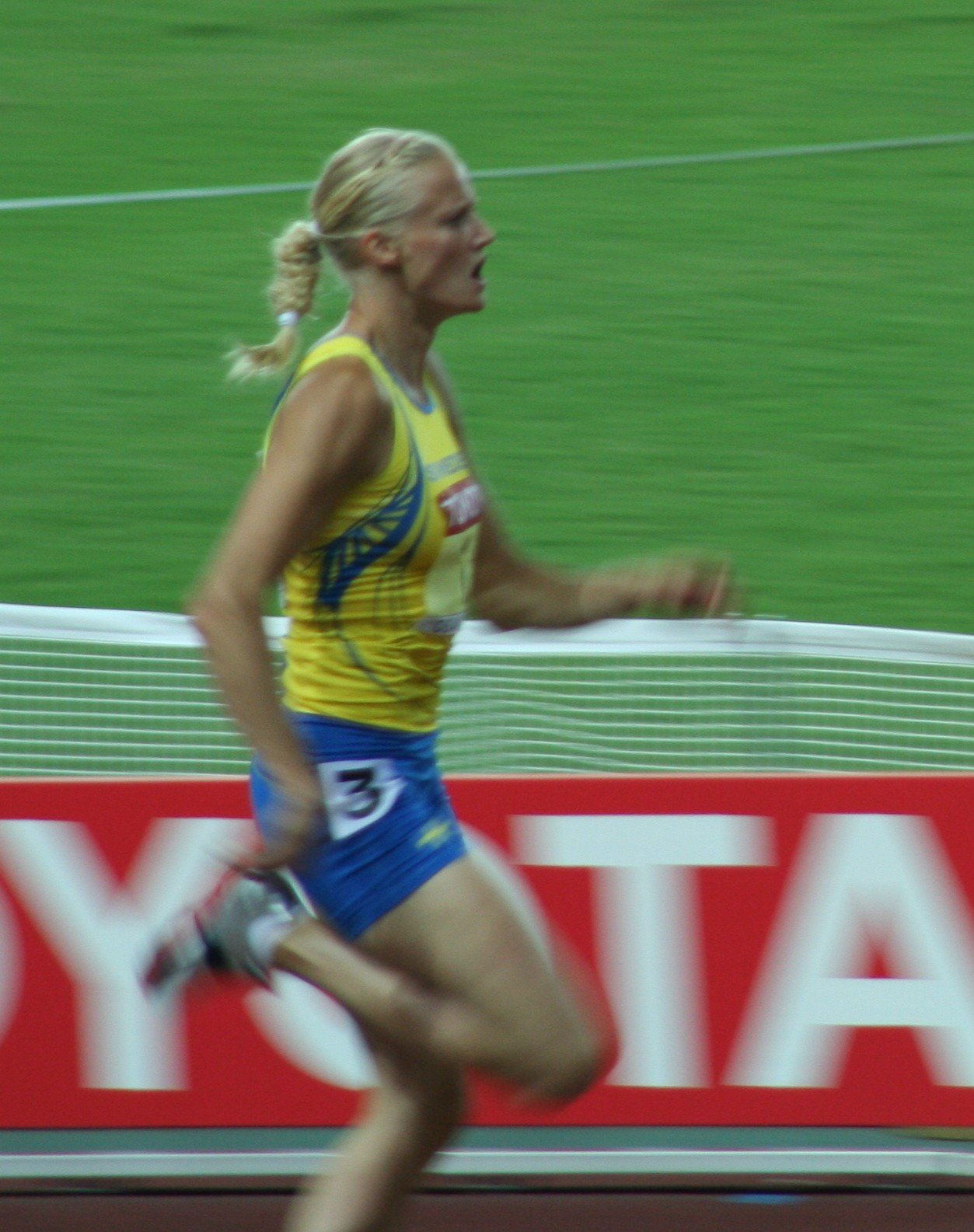
Carolina Klüft bei den Weltmeisterschaften 2007 in Osaka

Carolina Evelyn Klüft (* 2. Februar 1983 in Sandhult, Gemeinde Borås) ist eine ehemalige schwedische Leichtathletin und war vor allem im Siebenkampf erfolgreich, in dem sie von 2003 bis 2008 zur Weltspitze gehörte und neben einer olympischen Goldmedaille dreimal bei Weltmeisterschaften und zweimal bei Europameisterschaften gewinnen konnte. Sie hält außerdem punktgleich mit Anna Hall den aktuellen Europarekord im Siebenkampf mit 7032 Punkten (Stand: Juni 2025). Ihr U20-Hallenweltrekord im Fünfkampf mit 4535 Punkten vom 1. März 2002 in Wien wurde von der Ukrainerin Alina Schuch am 28. Januar 2017 in Saporischschja mit 4550 Punkten gebrochen. Nach 2008 war sie vor allem im Weitsprung und Dreisprung aktiv. Auch im Fünfkampf, Hürdenlauf, Staffellauf und Hochsprung trat sie an und konnte Erfolge bei nationalen und internationalen Meisterschaften verbuchen.

## Laufbahn und Erfolge
Bereits bei den Juniorenwelt- und Europameisterschaften 2000 bis 2002 sowie bei den Europameisterschaften 2002 in München gewann sie Titel, wobei sie in München den aktuellen Juniorinnenweltrekord aufstellte. Für diese Leistung wurde Klüft von den Hörern von Sveriges Radio mit dem Radiosportens Jerringpris ausgezeichnet.
Bei den Weltmeisterschaften 2003 in Paris/Saint-Denis gewann sie mit dem schwedischen Rekord von 7001 Punkten die Goldmedaille. Für diese Leistung wurde sie auch mit der renommierten Svenska-Dagbladet-Goldmedaille geehrt. Zu den Olympischen Spielen 2004 in Athen reiste sie als große Favoritin, da sie die Weltrangliste mit mehr als 200 Punkten Vorsprung anführte, und sie wurde ihrer Favoritenrolle gerecht. Sie blieb nur 47 Punkte unter ihrer persönlichen Bestleistung und gewann die Goldmedaille. Außerdem belegte sie im Weitsprungwettbewerb den elften Platz. Wiederum nicht zu schlagen war Carolina Klüft bei den Weltmeisterschaften 2005 in Helsinki, mit 6887 Punkten verwies sie die Französin Eunice Barber und Margaret Simpson aus Ghana auf die Plätze.
Vor heimischen Publikum in Göteborg holte sie mit 6740 Punkten auch bei den Europameisterschaften 2006 Gold. Jedoch verpasste sie dabei den von ihr angestrebten Europarekord von 7007 Punkten der Russin Larissa Turtschinskaja aus dem Jahr 1989 deutlich. Dies lag nicht zuletzt daran, dass Eunice Barber als ihre schärfste Konkurrentin auf den Titel bereits am ersten Wettkampftag verletzungsbedingt aufgeben musste und ihr somit die große kontinentale Konkurrenz fehlte, was auch an ihrem großen Vorsprung von 317 Punkten auf die zweitplatzierte Niederländerin Karin Ruckstuhl zu erkennen ist. Bei den Weltmeisterschaften 2007 in Osaka folgte eine weitere Steigerung. Mit 7032 Punkten lag sie 200 Punkte vor Ljudmyla Blonska auf dem Silber- und über 500 Punkte vor Kelly Sotherton auf dem Bronzerang. Mit ihrem Europarekord belegt sie nun den zweiten Platz in der ewigen Weltrangliste.
Vom Europäischen Leichtathletikverband wurde sie 2003 und 2006 zur Leichtathletin des Jahres gewählt. Zur Bekämpfung von Doping machte sie 2007 einen aufsehenerregenden Vorschlag: Von allen Athleten sollte durch einen implantierten Chip oder einen ständig zu tragenden GPS-Sender ständig der Aufenthaltsort bestimmbar sein. Außerdem sollten alle Dopingtests für die Allgemeinheit zugänglich im Internet publiziert werden.
Sie galt als Favoritin für die Olympischen Spiele 2008 in Peking, gab aber am 18. März 2008 bekannt, nicht im Siebenkampf antreten zu wollen. Sie habe Lust auf etwas Neues, gab sie als Begründung an. Sie erhoffte sich auch weniger Erschöpfung und weniger Mediendruck. Sie wollte sich stattdessen auf die Disziplinen Weit- und Dreisprung konzentrieren. Später äußerte sie, dass sie keine Alternative gehabt habe. Sie sei ausgebrannt gewesen und habe keine Motivation mehr für den Siebenkampf gehabt. Die Entscheidung wurde von der schwedischen Öffentlichkeit kritisiert.
Klüft qualifizierte sich in den beiden Disziplinen für die Spiele. Im Dreisprung schied sie allerdings schon vor dem Finale aus, und im Weitsprung erreichte sie im Finale einen neunten Platz, was für sie sehr enttäuschend war. Im Jahr 2009 setzte sie wegen einer Stressfraktur, die sie sich im Jahr davor zugezogen hatte, im Dreisprung aus und konzentrierte sich auf den Weitsprung. Bei den Weltmeisterschaften 2011 in Daegu erreichte sie im Finale den fünften Platz.
Bei den Europameisterschaften 2012 in Helsinki und den Olympischen Spielen 2012 in London konnte sie wegen einer Verletzung nicht antreten. Sie kündigte zwar an, am Finnkampen und den schwedischen Meisterschaften teilzunehmen, erklärte dann aber am 25. August 2012 aufgrund der anhaltenden Verletzungsprobleme ihr Karriereende.
Carolina Klüft hatte bei einer Größe von 1,78 m ein Wettkampfgewicht von 65 kg. Von den schwedischen Fans wird die Leichtathletin Carro genannt und war eine der populärsten Sportlerinnen des Landes. Sie studierte Psychologie, Geschichte und Philosophie in Växjö. Während ihrer Karriere hatte sie das Studium unterbrochen und konzentrierte sich auf die Leichtathletik. Sie ist verheiratet und lebt mit ihrem Ehemann, dem schwedischen Stabhochspringer Patrik Kristiansson in Karlskrona.
Bei den Olympischen Winterspielen 2014 war sie als Moderatorin für die Fernsehprogramme des schwedischen Anbieters Viasat tätig.

## Persönliche Bestleistungen

### Siebenkampf
- 7032 Punkte, 26. August 2007, Osaka

| Disziplin    | Ergebnis    | Punkte |
| ------------ | ----------- | ------ |
| 100 m Hürden | 13,15 s     | 1102   |
| Hochsprung   | 1,95 m      | 1171   |
| Kugelstoßen  | 14,81 m     | 848    |
| 200 m        | 23,38 s     | 1041   |
| Weitsprung   | 6,85 m      | 1122   |
| Speerwurf    | 47,98 m     | 821    |
| 800 m        | 2:12,56 min | 927    |

### Sonstige Disziplinen
- Fünfkampf (Halle): 4948 Punkte, 4. März 2005, Madrid
- Weitsprung: 6,97 m, 4. Juli 2004, Tallinn
- Dreisprung: 14,29 m, 8. Juni 2008, Växjö

## Trivia
Carolina Klüft und ihr Ehemann Patrik Kristiansson haben drei Töchter, die 2014, 2017 und 2019 geboren wurden.